# Władysław Dietrich
Władysław Bogumił Dietrich (ur. 1862 w Warszawie (lub Święcianach), zm. 29 maja 1914 w Kurdejowicach na Podolu) – polski malarz.
Był siostrzeńcem Wojciecha Gersona, uczęszczał do należącej do niego Warszawskiej Klasy Rysunkowej. W 1884 wyjechał do Krakowa i kontynuował naukę w Szkole Sztuk Pięknych w pracowni Jana Matejki, w 1891 ukończył ją i wyjechał studiować na Akademii Sztuk Pięknych w Monachium. Już podczas studiów w Krakowie dużo podróżował malując pejzaże, po powrocie z Rzeszy poza malarstwem zajął się ilustrowaniem czasopism. Na początku XX wieku należał do grona sympatyków Polskiej Partii Socjalistycznej, był twórcą serii rysunków związanych tematycznie z rewolucją 1905 r.
Tworzył pejzaże, portrety, akty i sceny rodzajowe.